# 蘇哈巴爾卡 (瓦爾基區)
49°39′26″N 35°33′15″E / 49.65722°N 35.55417°E
蘇哈-巴爾卡（烏克蘭語：Суха Балка）是位於烏克蘭東部的村莊，由哈爾科夫州博霍杜希夫區的瓦爾基市鎮負責管轄。該村始建於1917年，面積8.35平方公里，海拔高度131米，2001年人口69，人口密度每平方公里8.26人。